# Klute
Klute (bra: Klute - O Passado Condena; prt: Klute) é um filme americano de 1971, dos gêneros drama de ação, policial e suspense, dirigido por Alan J. Pakula.

## Sinopse
Klute é um policial do interior que vai a Nova Iorque procurar um amigo desaparecido. No meio das investigações, ele conhece uma prostituta que teve contato com o homem que ele procura. Os dois se apaixonam e ela passa a ser perseguida por um estranho assassino.

## Elenco
- Jane Fonda .... Bree Daniels
- Donald Sutherland .... John Klute
- Roy Scheider .... Frank Ligourin
- Charles Cioffi .... Peter Cable
- Dorothy Tristan .... Arlyn Page
- Rita Gam .... Trina
- Nathan George .... Trask
- Vivian Nathan .... psiquiatra
- Morris Strassberg .... sr. Goldfarb
- Barry Snider .... Berger
- Betty Murray .... Holly Gruneman
- Jane White .... Janie Dale
- Shirley Stoler .... Momma Rose
- Robert Milli .... Tom Gruneman
- Anthony Holland .... agente

## Principais prêmios e indicações
| Lista de prêmios e indicações | Lista de prêmios e indicações | Lista de prêmios e indicações | Lista de prêmios e indicações |
| Premiação                     | Categoria                     | Recipiente                    | Resultado                     |
| ----------------------------- | ----------------------------- | ----------------------------- | ----------------------------- |
| Oscar 1972                    | Melhor atriz                  | Jane Fonda                    | Venceu                        |
| Oscar 1972                    | Melhor roteiro original       | Andy Lewis, David E. Lewis    | Indicado                      |
| BAFTA 1972                    | Melhor atriz                  | Jane Fonda                    | Indicada[carece de fontes?]   |
| Globo de Ouro 1972            | Melhor atriz - drama          | Jane Fonda                    | Venceu                        |
| Globo de Ouro 1972            | Melhor roteiro                | Andy Lewis, David E. Lewis    | Indicado                      |